# ألين برونسون
ألين برونسون (بالإنجليزية: Eliot Bronson)‏ هو موسيقي أمريكي، ولد في 26 أغسطس 1979 في بالتيمور في الولايات المتحدة.